# Équipe du Chili féminine de hockey sur gazon
Maillots
L'Équipe du Chili féminine de hockey sur gazon représente le Chili dans les compétitions internationales féminines de hockey sur gazon et est contrôlée par la Fédération chilienne de hockey. Elle est affiliée à la Fédération internationale de hockey et à la Fédération panaméricaine de hockey.

## Histoire
Le hockey est arrivé au Chili au milieu du 20e siècle. L'équipe nationale du Chili a eu du succès au niveau continental, mais n'a jamais enrayé cela dans le monde. L'équipe ne s'est jamais qualifiée pour une Coupe du monde ou des Jeux olympiques.
L'année la plus réussie des femmes chiliennes a eu lieu en 2017, avec leur médaille d'argent à la Coupe d'Amérique 2017. L'équipe est entrée dans l'histoire en enregistrant sa toute première victoire contre les États-Unis en compétition officielle et en se qualifiant pour la première fois en finale.
Le Chili a remporté une médaille aux Jeux panaméricains de 2011. Lors du tournoi, l'équipe a remporté une médaille de bronze après avoir battu le Canada. Le Chili a raté de peu des médailles lors de l'événement à trois autres reprises, terminant à la quatrième place.
Le Chili a également connu un grand succès dans son équipe nationale junior. L'équipe junior s'est qualifiée et a participé à trois Coupe du monde de hockey sur gazon des moins de 21 ans et a remporté quatre Coupe d'Amérique de hockey sur gazon des moins de 21 ans.

## Records dans les tournois

### Coupe d'Amérique
- 2004 - 5e place
- 2009 -
- 2013 - 4e place
- 2017 -
- 2022 - Qualifiée

### Ligue mondiale
- 2012-2013 - 16e place
- 2014-2015 - 21e place
- 2016-2017 - 17e place

### Championnat d'Amérique du Sud
- 2003 -
- 2008 -
- 2010 -
- 2013 -
- 2016 -

### Jeux panaméricains
- 1999 - 6e
- 2003 - 4e
- 2007 - 4e
- 2011 -
- 2015 - 4e
- 2019 - 4e
- 2023 - Qualifiée

### Jeux sud-américains
- 2006 -
- 2014 -
- 2018 -
- 2022 - Qualifiée

### Hockey Series
- 2018-2019 - Finales

## Composition

### Actuelle
La composition suivante du Chili pour la Coupe d'Amérique 2022 à Santiago du 19 au 30 janvier 2022.
Entraîneur :  Sergio Vigil
| Numéro | Joueur                 | Date de naissance | Âge | Sélections |
| ------ | ---------------------- | ----------------- | --- | ---------- |
| 1      | Claudia Schüler (GB)   | 28 novembre 1987  | 34  | 225        |
| 2      | Doménica Ananías       | 18 août 1998      | 23  | 29         |
| 3      | Fernanda Villagrán     | 12 août 1997      | 24  | 70         |
| 5      | Denise Krimerman       | 4 juillet 1995    | 26  | 162        |
| 6      | Fernanda Flores        | 14 septembre 1993 | 28  | 169        |
| 7      | Sofia Filipek          | 9 août 1994       | 27  | 140        |
| 9      | Kim Jacob              | 5 août 1996       | 25  | 70         |
| 10     | Manuela Urroz          | 24 septembre 1991 | 30  | 201        |
| 13     | Camila Caram           | 22 avril 1989     | 32  | 238        |
| 14     | Francisca Tala         | 20 octobre 1994   | 27  | 122        |
| 15     | Mariana Lagos          | 29 août 1992      | 29  | 84         |
| 16     | Constanza Palma (C)    | 29 mars 1992      | 29  | 173        |
| 17     | Consuelo de las Heras  | 22 septembre 1995 | 26  | 47         |
| 19     | Agustina Solano        | 5 avril 1995      | 26  | 59         |
| 22     | Paula Valdivia         | 5 juin 1997       | 24  | 32         |
| 23     | Sofía Machado          | 1er novembre 1995 | 26  | 11         |
| 24     | Sophia Lahsen Herreros | 28 avril 1996     | 25  | 0          |
| 24     | María Maldonado        | 13 août 1997      | 24  | 62         |
| 26     | Fernanda Arrieta       | 27 janvier 2001   | 20  | 10         |
| 28     | Natalia Salvador (GB)  | 28 septembre 1993 | 28  | 54         |